# 29361 Botticelli
29361 Botticelli este un asteroid din centura principală de asteroizi.

## Descriere
29361 Botticelli este un asteroid din centura principală de asteroizi. A fost descoperit pe 9 februarie 1996 la Colleverde de Vincenzo Silvano Casulli. Asteroidul prezintă o orbită caracterizată de o semiaxă mare de 2,29 ua, o excentricitate de 0,09 și o înclinație de 6,2° în raport cu ecliptica.